# Disney Music Group
Disney Music Group (DMG ili Buena Vista Music Group) je skupina američkih diskografskih kuća podružnice s The Walt Disney Company.

## Diskografske kuće
- Buena Vista Records diskografska je kuća koja objavljuje glazbene zapise filmova u produkciji Disney studija.
- Hollywood Records diskografska je kuća koja pretežito objavlja pop i rock glazbu. Prije je samo objavljala glazbene zapise filmova (za Touchstone Pictures i Hollywood Pictures). Neki od izvođača su: Emily Osment, Jonas Brothers, Drew Seeley, Hilary Duff, Corbin Bleu, Jesse McCartney, Aly & AJ, Jordan Pruitt, Ashley Tisdale, Alexa Vega, Breaking Benjamin, Honor Society i Ballas Hough Band.
- Walt Disney Records diskografska je kuća osnovana 1965. godine (tada kao Disneyland Records) kako Disney ne bi objavljala albume preko druge diskografske kuće.
- Lyric Street Records je diskografska kuća koja pretežito objavlja coutry glazbu.
- Mammoth Records
- Walt Disney Music Publishing

## Vanjske poveznice
- Disney Music Group na The Walt Disney Studios (engl.)
- Službena stranica  Arhivirana inačica izvorne stranice od 8. rujna 2014. (Wayback Machine) (jap.)